# Энкиантус
Энкиантус (лат. Enkianthus) — род растений из семейства Вересковые (лат. Ericaceae) порядка Верескоцветные, включающий примерно 15 видов растений.

## Название
Португальский миссионер и ботаник Жуан ди Лорейру, обнаруживший это растение во время своего 30-летнего пребывания в Кохинхине и давший в 1790 году его научное описание, образовал название рода от др.-греч. ἔγκυος «беременный, наполненный» и ἄνθος «цветок» (из-за внешнего вида венчика, который у вида E. quinqueflorus принимает у своего основания мешковидную форму).

## Ботаническое описание
Виды рода Энкиантус — листопадные или вечнозелёные кустарники или небольшие деревья.
Листья у растений плоские и достаточно крупные, с черешком; на концах ветвей они нередко группируются в кластеры. Отличительная особенность рода Энкиантус — наличие покрытых чешуями почек. В пределах семейства Вересковые такие почки имеются лишь у видов трибы Rhodoreae, входящей в подсемейство Эриковые (Ericoideae); предполагают, что этот признак независимо появился в ходе эволюции данных двух ветвей семейства.
Многочисленные цветки мелкие, по цвету — восковые, белые, кремовые или розовые (нередко с окрашенными жилками), собраны в соцветия — зонтиковидные или щитковидные. Венчик — колокольчатый, трубчатый или кувшинчатый. Тычинки намного короче, чем венчик, а их число вдвое превышает число лепестков. Пыльники продолговатые (при этом они имеют хорошо развитый эндотеций; в семействе Вересковые это характерно также для рода Бежария, а у подавляющего большинства других представителей семейства эндотеций вообще отсутствует). Пыльцевые зёрна одиночные. Завязь верхняя, плоды — 5-камерные локулицидные коробочки.
Хромосомное число: n=11.

## Распространение
Ареал, занимаемый в совокупности видами рода Энкиантус, простирается в Восточной Азии от восточных Гималаев через Китай (включая Тайвань) до Японии, частично заходя на юге также в Индокитай.

## Систематическое положение
В предложенной П. Ф. Стивенсом классификации семейства Ericaceae (1971), как и в системе цветковых растений А. Л. Тахтаджяна (1987), данный род входил в отдельную трибу Enkiantheae подсемейства Вакциниевые (Vaccinioideae) семейства Вересковые (Ericaceae). В начале XXI века род Enkianthus был — в соответствии с данными молекулярно-филогенетических исследований — выделен в отдельное подсемейство Энкиантовые (Enkianthoideae). При этом установлено, что последнее является сестринской группой для клады, которую в совокупности составляют остальные подсемейства, входящие в семейство Вересковые (иначе говоря, род Энкиантус — это наиболее рано отделившаяся ветвь в эволюционном дереве семейства). Выделение подсемейства Enkianthoideae в самостоятельную ветвь произошло примерно 90 млн лет тому назад. 

## Виды
По современным представлениям, в составе рода Энкиантус насчитывают от 12 до 17 видов; чаще всего принимают 13, 14 или 15 видов. Приведём перечень видов рода, следуя информации, приведённой в базе данных Catalogue of Life:
- E. campanulatus[исп.] (Miq.) G.Nicholson — эндемик Японских островов (Хоккайдо, Хонсю, Сикоку)[16]. Характерны кремово-жёлтые или светло-оранжевые (иногда — белые) цветки с красными жилками и колокольчатым венчиком[17]; встречается и разновидность с тёмно-красными цветками[5].
- E. cernuus[швед.] (Siebold & Zucc.) Benth. & Hook. f. ex Makino — эндемик Японских островов (Хонсю, Сикоку, Кюсю)[18]. Отличается белыми цветками c колокольчатым венчиком — по 10-12 в соцветии[17][19].
- E. chinensis[швед.] Franch. — произрастает в восточном, центральном, южном и юго-западном Китае. Характерны желтоватые с оранжевыми полосками или красные цветки с колокольчатым венчиком, собранные в щитковидные или зонтиковидные соцветия (от 10 до 20 в каждом)[20].
- E. deflexus[швед.] (Griff.) C.K.Schneid. — произрастает в центральном, южном и юго-западном Китае (с заходом ареала в Ганьсу), а также в Мьянме, северо-восточной Индии, Бутане и Непале. Характерны белые, кирпично-красные или бледно-жёлтые цветки (самые крупные среди видов рода Энкиантус[21]) с колокольчатым венчиком, собранные в щитковидные соцветия[22].
- E. indicus[швед.] Debta & H.J.Chowdhery — эндемик Индии[23]. Близок к виду E. deflexus и часто включается в его состав[24].

- E. nudipes[швед.] (Honda[исп.]) Ueno — эндемик Японских островов (Хонсю, Сикоку)[25]. Иногда его включают в состав близкого вида E. subsessilis, от которого он, однако, отличается характером опушения чашечки и цветоножки; различия между видами имеются также и на молекулярном уровне[12].
- E. pauciflorus[швед.] E.H.Wilson — встречается в юго-западном Китае (Сычуань, Юньнань). Цветки обычно одиночные (изредка собраны в пары), жёлтого (с красными полосками) или красного цвета, с кувшинчатым венчиком[26].
- E. perulatus[англ.] (Miq.) C.K.Schneid. — произрастает на Японских островах (Хонсю, Сикоку, Кюсю), а также на Тайване[27]. Отличается белыми цветками с кувшинчатым венчиком, собранными в зонтиковидные соцветия[17][28].
- E. quinqueflorus[швед.] Lour.typus[29] — произрастает в восточном, центральном, южном и юго-западном Китае, а также во Вьетнаме[30]. Характерны розовые, красные или белые цветки с колокольчатым венчиком, собранные в зонтиковидные соцветия (от 3 до 8 в каждом)[31].
- E. ruber[швед.] Dop — произрастает в центральном, южном и юго-западном Китае, а также во Вьетнаме[32].
- E. serotinus[швед.] Chun & W.P.Fang — произрастает в южном и юго-западном Китае. Характерны белые цветки с трубчато-колокольчатым венчиком, собранные по 2-7 цветков в зонтиковидные соцветия[33].
- E. serrulatus[швед.] (E.H.Wilson) C.K.Schneid. — произрастает в восточном, центральном, южном и юго-западном Китае[34]. Отличается восковыми, кремово-белыми цветками с кувшинчатым венчиком, собранными по 2-6 цветков в зонтиковидные соцветия[17][35].
- E. sikokianus[швед.] (Palib.) Ohwi — эндемик Японских островов (Сикоку, Хонсю)[36]. Иногда его включают в состав близкого вида E. campanulatus[37], от которого он, однако, отличается более длинными соцветиями, содержащими от 8 до 20 цветков (у E. campanulatus их число в соцветии не превышает 10); различия между обоими видами прослеживаются и на молекулярном уровне[5][12].

- E. subsessilis[швед.] (Miq.) Makino — эндемик Японии (остров Хонсю)[38][39]. Характерны белые цветки с кувшинчатым венчиком, собранные по 2-6 цветков в щитковидные соцветия[40].

## Таксономия
В 1994 году шведский ботаник Арне Андерберг провёл кладистический анализ рода Enkianthus с учётом морфологических, анатомических, эмбриологических и цитологических данных и выделил в составе этого рода 4 секции:
- Enkianthus (виды E. perulatus, E. quinqueflorus, E. serotinus, E. serrulatus)
- Andromedina (виды E. nudipes, E. subsessilis)
- Meisteria (виды E. campanulatus, E. cernuus, E. sikokianus)
- Enkiantella (виды E. chinensis, E. deflexus, E. pauciflorus, E. ruber)

Четыре перечисленные секции чётко выделялись как клады и по результатам исследования морфологии пыльцевых зерён у видов рода Enkianthus, которое выполнили в 2006 году Ахмед Голям Сарвар и Хидэки Такахаси. При этом филогенетические связи между данными секциями, по Андербергу, можно отобразить следующей кладограммой:
|  | секция Meisteria                                                         |
|  |                                                                          |
|  | \| \| секция Andromedina \| \| \| \| \| \| секция Enkianthus \| \| \| \| |
|  |                                                                          |
|  | секция Andromedina                                                       |
|  |                                                                          |
|  | секция Enkianthus                                                        |
|  |                                                                          |

|  | секция Andromedina |
|  |                    |
|  | секция Enkianthus  |
|  |                    |

|  | секция Meisteria                                                         |
|  |                                                                          |
|  | \| \| секция Andromedina \| \| \| \| \| \| секция Enkianthus \| \| \| \| |
|  |                                                                          |
|  | секция Andromedina                                                       |
|  |                                                                          |
|  | секция Enkianthus                                                        |
|  |                                                                          |

|  | секция Andromedina |
|  |                    |
|  | секция Enkianthus  |
|  |                    |

В 2012 году японские исследователи Тиэ Цуцуми и Юмико Хираяма заново провели кладистический анализ рода Enkianthus, используя в этот раз методы молекулярной филогенетики. Их анализ (в котором, правда, участвовала лишь половина известных видов) в целом подтвердил правомерность предложенного Андербергом деления рода на секции, однако филогения получилась другой: виды секции Enkianthus с их зонтиковидными соцветиями оказались чётко противопоставленными другой кладе, образованной видами из трёх остальных секций — с щитковидными соцветиями. В этой последней кладе первой отделилась ветвь, соответствующая секции Andromedina, а секции Meisteria и Enkiantella оказались сестринскими группами (впрочем, надёжно разграничить их не удалось):
|  | секция Andromedina                                                      |
|  |                                                                         |
|  | \| \| секция Meisteria \| \| \| \| \| \| секция Enkiantella \| \| \| \| |
|  |                                                                         |
|  | секция Meisteria                                                        |
|  |                                                                         |
|  | секция Enkiantella                                                      |
|  |                                                                         |

|  | секция Meisteria   |
|  |                    |
|  | секция Enkiantella |
|  |                    |

|  | секция Andromedina                                                      |
|  |                                                                         |
|  | \| \| секция Meisteria \| \| \| \| \| \| секция Enkiantella \| \| \| \| |
|  |                                                                         |
|  | секция Meisteria                                                        |
|  |                                                                         |
|  | секция Enkiantella                                                      |
|  |                                                                         |

|  | секция Meisteria   |
|  |                    |
|  | секция Enkiantella |
|  |                    |

## Практическое применение
Многие виды рода Энкиантус, и прежде всего эндемики Японии E. campanulatus, E. perulatus и E. cernuus, используются в качестве декоративных садовых растений. Эти растения влаголюбивы, но не выносят длительного переувлажнения и застоя влаги (так что обязателен хороший дренаж); светолюбивы, хотя в культуре более устойчивы в лёгкой полутени. В южной зоне вполне зимостойки, в средней и северной зонах могут подмерзать в суровые зимы. Весьма декоративны, их ярусная крона осенью окрашивается в необычайно яркие цвета — огненно-красные, оранжевые или жёлтые.
Рекомендуется выращивать данные кустарники на влажных почвах с добавлением опавших листьев и некоторого количества торфа. Подобно многим другим представителям семейства Вересковые, энкиантусы предпочитают кислую почву и не переносят известкования. В культуре энкиантусы обычно размножают семенами, но применяют также и черенкование. 